# 上の宮
上の宮（かみのみや）は、神奈川県横浜市鶴見区の地名。現行行政地名は上の宮一丁目と上の宮二丁目。住居表示実施済区域。

## 地理
鶴見区の西部に位置し、北東に獅子ケ谷三丁目、東に北寺尾七丁目、南東と南に馬場七丁目、西に港北区菊名四丁目・五丁目、北に港北区師岡町、北西に港北区大豆戸町と接している。

### 面積
面積は以下の通りである。
| 丁目         | 面積（km²}） |
| ------------ | ------------ |
| 上の宮一丁目 | 0.219        |
| 上の宮二丁目 | 0.141        |
| 計           | 0.360        |

### 地価
住宅地の地価は、2024年（令和6年）1月1日の公示地価によれば、上の宮1-6-14の地点で27万2000円/m²となっている。

## 歴史

### 沿革
- 1974年（昭和49年）8月19日 - 住居表示の実施に伴い、北寺尾町、馬場町の各一部を分離し、上の宮一丁目、上の宮二丁目を新設[7]。

### 町名の変遷
| 実施後       | 実施年月日                | 実施前（各町名ともその一部） |
| ------------ | ------------------------- | ---------------------------- |
| 上の宮一丁目 | 1974年（昭和49年）8月19日 | 北寺尾町、馬場町（各一部）   |
| 上の宮二丁目 | 1974年（昭和49年）8月19日 | 北寺尾町（一部）             |

## 世帯数と人口
2025年（令和7年）6月30日現在（横浜市発表）の世帯数と人口は以下の通りである。
| 丁目         | 世帯数    | 人口    |
| ------------ | --------- | ------- |
| 上の宮一丁目 | 1,775世帯 | 3,672人 |
| 上の宮二丁目 | 1,151世帯 | 2,592人 |
| 計           | 2,926世帯 | 6,264人 |

### 人口の変遷
国勢調査による人口の推移。
| 年                 | 人口  |
| ------------------ | ----- |
| 1995年（平成7年）  | 3,962 |
| 2000年（平成12年） | 4,322 |
| 2005年（平成17年） | 4,757 |
| 2010年（平成22年） | 5,136 |
| 2015年（平成27年） | 5,160 |
| 2020年（令和2年）  | 5,900 |

### 世帯数の変遷
国勢調査による世帯数の推移。
| 年                 | 世帯数 |
| ------------------ | ------ |
| 1995年（平成7年）  | 1,569  |
| 2000年（平成12年） | 1,764  |
| 2005年（平成17年） | 1,944  |
| 2010年（平成22年） | 2,145  |
| 2015年（平成27年） | 2,189  |
| 2020年（令和2年）  | 2,675  |

## 学区
市立小・中学校に通う場合、学区は以下の通りとなる（2024年11月時点）。
| 丁目         | 番・番地等 | 小学校             | 中学校               |
| ------------ | ---------- | ------------------ | -------------------- |
| 上の宮一丁目 | 全域       | 横浜市立菊名小学校 | 横浜市立上の宮中学校 |
| 上の宮二丁目 | 全域       | 横浜市立菊名小学校 | 横浜市立上の宮中学校 |

## 事業所
2021年（令和3年）現在の経済センサス調査による事業所数と従業員数は以下の通りである。
| 丁目         | 事業所数 | 従業員数 |
| ------------ | -------- | -------- |
| 上の宮一丁目 | 22事業所 | 122人    |
| 上の宮二丁目 | 15事業所 | 33人     |
| 計           | 37事業所 | 155人    |

### 事業者数の変遷
経済センサスによる事業所数の推移。
| 年                 | 事業者数 |
| ------------------ | -------- |
| 2016年（平成28年） | 37       |
| 2021年（令和3年）  | 37       |

### 従業員数の変遷
経済センサスによる従業員数の推移。
| 年                 | 従業員数 |
| ------------------ | -------- |
| 2016年（平成28年） | 156      |
| 2021年（令和3年）  | 155      |

## 施設
- 横浜市立上の宮中学校

## 交通
- 鉄道はない。最寄り駅は菊名駅または鶴見駅である。
- 川崎鶴見臨港バスの鶴12系統の上の宮一丁目、上の宮中学バス停がある。
- 港北区との境付近で横浜市営バス41系統および59系統、川崎鶴見臨港バスの鶴01系統が運行されており、法隆寺前バス停がある。なお、ここは横浜市営バス浅間町営業所所管の系統が唯一、鶴見区内を走行する区間でもある。

## その他

### 日本郵便
- 郵便番号 : 230-0075[3]（集配局：鶴見郵便局[17]）

### 警察
町内の警察の管轄区域は以下の通りである。
| 丁目         | 番・番地等 | 警察署     | 交番・駐在所 |
| ------------ | ---------- | ---------- | ------------ |
| 上の宮一丁目 | 全域       | 鶴見警察署 | 北寺尾駐在所 |
| 上の宮二丁目 | 全域       | 鶴見警察署 | 北寺尾駐在所 |